# Yuri Mamute
Yuri Souza Almeida (Porto Alegre, Brasil, 7 de mayo de 1995), conocido popularmente como Yuri Mamute, es un futbolista brasileño que juega como delantero centro en el EC Água Santa del Campeonato Paulista A2.

## Estadísticas
Actualizado al 15 de octubre de 2016.
| Grêmio · Brasil                                                 | 1ª            | 2011          | 1  | 0 | 0  | 0 | 0 | 0 | - | - | 1  | 0 |
| Grêmio · Brasil                                                 | 1ª            | 2012          | 0  | 0 | 2  | 0 | 0 | 0 | - | - | 2  | 0 |
| Grêmio · Brasil                                                 | 1ª            | 2013          | 8  | 0 | 6  | 2 | 3 | 0 | 0 | 0 | 17 | 2 |
| Grêmio · Brasil                                                 | 1ª            | 2014          | 0  | 0 | 4  | 1 | 0 | 0 | - | - | 4  | 1 |
| Grêmio · Brasil                                                 | 1ª            | 2015          | 15 | 3 | 11 | 1 | 4 | 0 | - | - | 20 | 4 |
| Grêmio · Brasil                                                 | Total club    | Total club    | 24 | 3 | 23 | 4 | 7 | 0 | 0 | 0 | 54 | 7 |
| Botafogo · Brasil                                               | 1ª            | 2014          | 17 | 0 | 0  | 0 | 2 | 1 | 0 | 0 | 19 | 1 |
| Botafogo · Brasil                                               | Total club    | Total club    | 17 | 0 | 0  | 0 | 2 | 1 | 0 | 0 | 19 | 1 |
| Panathinaikos · Grecia                                          | 1ª            | 2015/16       | 8  | 0 | -  | - | - | - | - | - | 8  | 0 |
| Panathinaikos · Grecia                                          | Total club    | Total club    | 8  | 0 | 0  | 0 | 0 | 0 | 0 | 0 | 8  | 0 |
| Náutico · Brasil                                                | 2ª            | 2016          | 9  | 0 | -  | - | - | - | - | - | 9  | 0 |
| Náutico · Brasil                                                | Total club    | Total club    | 9  | 0 | 0  | 0 | 0 | 0 | 0 | 0 | 9  | 0 |
| Total carrera                                                   | Total carrera | Total carrera | 58 | 3 | 23 | 4 | 9 | 1 | 0 | 0 | 89 | 8 |
| (1)Incluidos los datos de la Copa de Brasil (2013, 2014 y 2015) |               |               |    |   |    |   |   |   |   |   |    |   |

## Palmarés

### Títulos nacionales
| Título              | Club                | País   | Año  |
| ------------------- | ------------------- | ------ | ---- |
| Superliga de Grecia | Panathinaikos F. C. | Grecia | 2016 |

### Títulos amistosos
| Título                      | Equipo        | País    | Año  |
| --------------------------- | ------------- | ------- | ---- |
| Torneo Esperanzas de Toulon | Brasil Sub-21 | Francia | 2013 |